# Lockport (Illinois)
Lockport és una població dels Estats Units a l'estat d'Illinois. Segons el cens del 2000 tenia 15.191 habitants.

## Demografia
Segons el cens del 2000, Lockport tenia 15.191 habitants, 5.599 habitatges, i 12.137 famílies. La densitat de població era de 828,4 habitants/km².
Dels 13.599 habitatges en un 38,5% hi vivien nens de menys de 18 anys, en un 60,9% hi vivien parelles casades, en un 9,7% dones solteres, i en un 26,1% no eren unitats familiars. En el 20,8% dels habitatges hi vivien persones soles el 6,9% de les quals corresponia a persones de 65 anys o més que vivien soles. El nombre mitjà de persones vivint en cada habitatge era de 2,71 i el nombre mitjà de persones que vivien en cada família era de 3,17.
Per edats la població es repartia de la següent manera: un 28,2% tenia menys de 18 anys, un 7,7% entre 18 i 24, un 36,1% entre 25 i 44, un 18% de 45 a 60 i un 10,1% 65 anys o més.
L'edat mediana era de 33 anys. Per cada 100 dones de 18 o més anys hi havia 94,1 homes.
La renda mediana per habitatge era de 86.179 $ i la renda mediana per família de 75.257 $. Els homes tenien una renda mediana de 65.759 $ mentre que les dones 42.551 $. La renda per capita de la població era de 32.939 $. Aproximadament el 3,2% de les famílies i el 3,5% de la població estaven per davall del llindar de pobresa.

## Poblacions més properes
El següent diagrama mostra les poblacions més properes.